# هاردینگ-برچ لیکس
هاردینگ-برچ لیکس (به انگلیسی: Harding-Birch Lakes) شهری در بخش فیربنکس نورث استار ایالت آلاسکا است که جمعیت آن در سرشماری سال ۲۰۰۰ میلادی ۲۱۶ نفر بوده‌است.